# Lista de praças de toiros de Portugal
Esta lista contém as Praças de Toiros de Portugal (fixas).

## Classificação
Os tauródromos podem ser divididos em:
- Praça de toiros (recintos públicos destinados à realização de corridas de toiros e novilhadas);
- Redondel (recintos públicos móveis ou fixos sem curros, sem barreiras e/ou com barreiras baixas e sem lugares identificados em bancadas, destinados à realização de garraiadas);
- Tentadeiro (recintos privados para aperfeiçoamento, destinados à realização de tentas).

Em Portugal, segundo o Regulamento do Espectáculo Tauromáquico de 2014, "atendendo, nomeadamente, à tradição da localidade, à lotação, ao número dos espetáculos normalmente realizados em cada ano e ao tipo de construção", existem três categorias de praças de toiros:
- Praças de toiros de 1.ª categoria;
- Praças de toiros de 2.ª categoria;
- Praças de toiros de 3.ª categoria.

A praças de toiros portáteis (ou ambulantes) são sempre equiparadas às praças de 3.ª categoria.

## Praças de Toiros[6][7]

### 1.ª Categoria
| Praça                                                       | Município           | Província   | Data | Lot.   | Ref.  |
| ----------------------------------------------------------- | ------------------- | ----------- | ---- | ------ | ----- |
| Campo Pequeno Monumental do Campo Pequeno                   | Lisboa              | Estremadura | 1892 | 6.848  | [ 5 ] |
| Santarém Monumental Celestino Graça                         | Santarém            | Ribatejo    | 1964 | 13.179 | [ 5 ] |
| Vila Franca de Xira Centenária Praça de Toiros Palha Blanco | Vila Franca de Xira | Ribatejo    | 1901 | 4.148  | [ 5 ] |
| Moita do Ribatejo Praça de Toiros Daniel do Nascimento      | Moita do Ribatejo   | Ribatejo    | 1950 | 5.150  | [ 5 ] |
| Almeirim Arena d´ Almeirim                                  | Almeirim            | Ribatejo    | 1954 | 5.600  | [ 5 ] |
| Coruche Praça de Toiros de Coruche                          | Coruche             | Ribatejo    | 1963 | 6.932  | [ 5 ] |
| Setúbal Praça de Toiros Carlos Relvas                       | Setúbal             | Estremadura | 1889 | 4.205  | [ 5 ] |
| Montijo Praça de Toiros Amadeu Augusto dos Santos           | Montijo             | Ribatejo    | 1957 | 6.281  | [ 5 ] |

### 2.ª Categoria
| Praça                                             | Município             | Província      | Data | Lot.  | Ref.  |
| ------------------------------------------------- | --------------------- | -------------- | ---- | ----- | ----- |
| Abiúl Praça de Toiros de Abiúl                    | Pombal                | Beira          | 1850 | 6.000 | [ 5 ] |
| Alcácer do Sal Praça de Toiros João Branco Núncio | Alcácer do Sal        | Baixo Alentejo | 1922 | 4.570 | [ 5 ] |
| Alcochete                                         | Alcochete             | Ribatejo       | 1901 | 4.076 | [ 5 ] |
| Aldeia da Ponte                                   | Sabugal               | Beira          | 1981 | 5.150 | [ 5 ] |
| Beja Centenária Praça de Toiros José Varela Crujo | Beja                  | Baixo Alentejo | 1909 | 5.000 | [ 5 ] |
| Caldas da Rainha                                  | Caldas da Rainha      | Estremadura    | 1883 | 4.100 | [ 5 ] |
| Cartaxo                                           | Cartaxo               | Ribatejo       | 1874 | 4.100 | [ 5 ] |
| Estremoz                                          | Estremoz              | Alto Alentejo  | 1904 | 5.000 | [ 5 ] |
| Évora Arena d´Évora                               | Évora                 | Alto Alentejo  | 1889 | 5.000 | [ 5 ] |
| Figueira da Foz Coliseu Figueirense               | Figueira da Foz       | Beira          | 1895 | 5.000 | [ 5 ] |
| Montemor-o-Novo                                   | Montemor-o-Novo       | Alto Alentejo  | 1882 | 5.000 | [ 5 ] |
| Nazaré                                            | Nazaré                | Estremadura    | 1897 | 5.000 | [ 5 ] |
| Portalegre Praça José Elias Martins               | Portalegre            | Alto Alentejo  | 1936 | 5.000 | [ 5 ] |
| Reguengos de Monsaraz Praça José Mestre Batista   | Reguengos de Monsaraz | Alto Alentejo  | 1924 | 5.000 | [ 5 ] |
| Salvaterra de Magos                               | Salvaterra de Magos   | Ribatejo       | 1920 | 4.200 | [ 5 ] |
| Tomar Praça José Salvador                         | Tomar                 | Ribatejo       | 1908 | 5.200 | [ 5 ] |

### 3.ª Categoria
| Praça                                                      | Município              | Província      | Data        | Lot.  | Ref.          |
| ---------------------------------------------------------- | ---------------------- | -------------- | ----------- | ----- | ------------- |
| Alandroal                                                  | Alandroal              | Alto Alentejo  | 2003        | 3.200 | [ 8 ]         |
| Aldeia da Luz                                              | Mourão                 | Alto Alentejo  | 2003        | 1.200 | [ 8 ]         |
| Aljustrel Praça Manuel António Lampreia                    | Aljustrel              | Baixo Alentejo | 1906        | 2.000 | [ 8 ]         |
| Alpalhão                                                   | Nisa                   | Alto Alentejo  | 2001        | 1.500 | [ 9 ]         |
| Alter do Chão                                              | Alter do Chão          | Alto Alentejo  | 1918        | 3.200 | [ 8 ]         |
| Amareleja                                                  | Moura                  | Baixo Alentejo | 1985        | 1.654 | [ 8 ]         |
| Amieira                                                    | Portel                 | Alto Alentejo  | 1990        | 2.000 | [ 8 ]         |
| Angra do Heroísmo (Ilha Terceira)                          | Angra do Heroísmo      | Açores         | 1984        | 5.028 | [ 9 ]         |
| Arronches                                                  | Arronches              | Alto Alentejo  | 1894        | 2.300 | [ 8 ]         |
| Arruda dos Vinhos Praça José Marques Simões                | Arruda dos Vinhos      | Estremadura    | 1925        | 3.200 | [ 8 ]         |
| Assumar                                                    | Monforte               | Alto Alentejo  | -           | 800   | [ 9 ]         |
| Azambuja Praça Dr. Luís Ortigão Costa                      | Azambuja               | Ribatejo       | 2011        | 1.800 | [ 8 ]         |
| Bencatel                                                   | Vila Viçosa            | Alto Alentejo  | 1983        | 2.000 | [ 8 ]         |
| Botocas                                                    | Sabugal                | Beia           | 2004        | 1.000 | [ 8 ]         |
| Cabeço de Vide                                             | Fronteira              | Alto Alentejo  |             | 1.500 | [ 9 ]         |
| Cercal do Alentejo Praça Dr. João Reinaldo Soares          | Santiago do Cacém      | Baixo Alentejo | 1946        | 500   | [ 10 ]        |
| Chamusca                                                   | Chamusca               | Ribatejo       | 1919        | 3.621 | [ 9 ]         |
| Crato                                                      | Crato                  | Alto Alentejo  | 1930        | 1.200 | [ 8 ]         |
| Cuba Arena Multiusos de Cuba                               | Cuba                   | Baixo Alentejo | 2009        |       | [ 8 ]         |
| Doze Ribeiras (Ilha Terceira)                              | Angra do Heroísmo      | Açores         | 2008        |       | [ 9 ]         |
| Elvas Coliseu Comendador Rondão Almeida                    | Elvas                  | Alto Alentejo  | 1985 / 2006 | 6.500 | [ 8 ]         |
| Gáfete                                                     | Crato                  | Alto Alentejo  | 1981        |       | [ 11 ]        |
| Garvão Praça Dr. António Semedo                            | Ourique                | Baixo Alentejo | 1989        | 2.000 | [ 8 ]         |
| Graciosa (Ilha Graciosa) Praça Monte Nossa Senhora D’Ajuda | Santa Cruz da Graciosa | Açores         | 1990        | 1.500 | [ 9 ]         |
| Granja                                                     | Mourão                 | Alto Alentejo  | 1970        | 1.200 | [ 8 ]         |
| Idanha-a-Nova Praça António Manzarra                       | Idanha-a-Nova          | Beira          | 1906        | 1.500 | [ 8 ]         |
| Idanha-a-Velha                                             | Idanha-a-Nova          | Beira          | 2002        | 755   | [ 8 ]         |
| Messejana Praça Padre António Serralheiro                  | Aljustrel              | Baixo Alentejo | 1964        | 2.500 | [ 5 ]         |
| Monforte Praça João Moura                                  | Monforte               | Alto Alentejo  | 1928        | 2.000 | [ 9 ]         |
| Montalvão                                                  | Nisa                   | Alto Alentejo  | 1933        | 1.200 | [ 12 ]        |
| Moura Praça José de Almeida                                | Moura                  | Baixo Alentejo | 1901        | 4.000 | [ 8 ]         |
| Mourão Praça Dr. Libânio Ramalho Esquível                  | Mourão                 | Alto Alentejo  | 1922        | 2.023 | [ 8 ]         |
| Nave-de-Haver                                              | Almeida                | Beira          | 2003        | 3.000 | [ 8 ]         |
| Nisa                                                       | Nisa                   | Alto Alentejo  | 1928        | 1.538 | [ 9 ]         |
| Paio Pires Paio Pires Arena                                | Seixal                 | Estremadura    | 1976        | 2.617 | [ 13 ] [ 14 ] |
| Póvoa de São Miguel                                        | Moura                  | Baixo Alentejo | 1982        | 1.500 | [ 8 ]         |
| Póvoa e Meadas                                             | Castelo de Vide        | Alto Alentejo  | 1952        | 2.000 | [ 15 ]        |
| Redondo Coliseu de Redondo                                 | Redondo                | Alto Alentejo  | 1957        | 2.000 | [ 8 ]         |
| Rio de Moinhos                                             | Borba                  | Alto Alentejo  | 1976        | 3.000 | [ 16 ]        |
| Santa Bárbara (Ilha Terceira)                              | Angra do Heroísmo      | Açores         | 2005        |       | [ 9 ]         |
| Santa Eulália                                              | Elvas                  | Alto Alentejo  | 1895        | 2.500 | [ 8 ]         |
| Santo Aleixo da Restauração                                | Monforte               | Alto Alentejo  |             | 1.550 | [ 8 ]         |
| Santo António das Areias                                   | Marvão                 | Alto Alentejo  | 1933        | 2.500 | [ 9 ]         |
| São Manços Praça José Jacinto Branco                       | Évora                  | Alto Alentejo  | 1984        | 3.000 | [ 8 ]         |
| São Vicente e Ventosa                                      | Elvas                  | Alto Alentejo  | 2006        | 1.500 | [ 17 ]        |
| Sobral da Adiça                                            | Moura                  | Baixo Alentejo | 1986        | 2.500 | [ 8 ]         |
| Sobral de Monte Agraço                                     | Sobral de Monte Agraço | Estremadura    | 1921        | 2.936 | [ 9 ]         |
| Soito                                                      | Sabugal                | Beira          | 2006        | 2.500 | [ 8 ]         |
| Sousel Praça Pedro Louceiro                                | Sousel                 | Alto Alentejo  | 1860        | 1.400 | [ 9 ]         |
| Terrugem                                                   | Elvas                  | Alto Alentejo  | 1981        | 3.400 | [ 8 ]         |
| Urrós                                                      | Mogadouro              | Trás-os-Montes | 1982        | 3.000 | [ 8 ]         |
| Veiros                                                     | Estremoz               | Alto Alentejo  | 1992        | 3.400 | [ 18 ]        |
| Velas (São Jorge)                                          | Velas                  | Açores         | 2004        |       | [ 9 ]         |
| Vinhais                                                    | Vinhais                | Trás-os-Montes | 2011        | 3.600 | [ 8 ]         |
| Vila Nova da Barquinha                                     | Vila Nova da Barquinha | Ribatejo       | 1853        | 3.580 | [ 9 ]         |
| Vila Viçosa                                                | Vila Viçosa            | Alto Alentejo  | 1897        | 3.305 | [ 8 ]         |

## Praças de Toiros por Província
| Província      | 1.ª | 2.ª | 3.ª | Total |
| -------------- | --- | --- | --- | ----- |
| Ribatejo       | 6   | 4   | 3   | 13    |
| Estremadura    | 2   | 2   | 3   | 7     |
| Alto Alentejo  | –   | 5   | 28  | 34    |
| Baixo Alentejo | –   | 2   | 9   | 11    |
| Beira          | –   | 3   | 4   | 7     |
| Açores         | –   | –   | 5   | 5     |
| Trás-os-Montes | –   | –   | 2   | 2     |
| Total Nacional | 8   | 16  | 55  | 79    |

## Praças de Toiros inativas ou demolidas
Portugal teve ao longo da História diversas Praças que foram desativadas ou demolidas.
| Praça                      | Município                  | Província     | Inauguração | Inativação                      | Demolição                                            | Cat. | Lot.   | Ref.                |
| -------------------------- | -------------------------- | ------------- | ----------- | ------------------------------- | ---------------------------------------------------- | ---- | ------ | ------------------- |
| Xabregas                   | Lisboa                     | Estremadura   | 1578        | -                               | -                                                    | -    | -      | [ 20 ]              |
| Junqueira                  | Lisboa                     | Estremadura   | 1738        | -                               | -                                                    | -    | -      |                     |
| Anunciada                  | Lisboa                     | Estremadura   | 1739        | -                               | -                                                    | -    | -      |                     |
| Estrela                    | Lisboa                     | Estremadura   | 1763        | -                               | -                                                    | -    | -      |                     |
| Salitre                    | Lisboa                     | Estremadura   | 1790        | 1837                            | 1838                                                 | -    | -      | [ 21 ]              |
| Campo de Santana           | Lisboa                     | Grande Lisboa | 1831        | 1888                            | 1889                                                 | -    | 6.000  | [ 22 ]              |
| Real Coliseu Portuense     | Porto                      | Douro Litoral | 1889        | 1895                            | 1898                                                 | -    | 8.000  | [ 23 ]              |
| Coliseu de Coimbra         | Coimbra                    | Beira         | 1925        | 1934                            | 1935 - Destruída pela fogo                           | -    | 10.000 | [ 24 ] [ 25 ]       |
| Penafiel                   | Penafiel                   | Douro Litoral | 1930        | 1935                            | 1936                                                 | -    | 6.000  | [ 26 ]              |
| Leiria                     | Leiria                     | Extremadura   | 1891        | 1960 (Meados da década)         | 1960 (Meados da década)                              | -    | 4.000  | [ 27 ]              |
| Algés                      | Oeiras                     | Grande Lisboa | 1895        | 1963                            | 1974                                                 | -    | 7.500  | [ 28 ]              |
| Malveira                   | Mafra                      | Grande Lisboa | 1971        | Data de inativação desconhecida | 1995 - Adaptada para salão de eventos                | -    | 3.000  | [ 3 ] [ 29 ]        |
| Cascais                    | Cascais                    | Grande Lisboa | 1963        | 1990 (Fim da década)            | 2006 - No seu lugar surgiu um condomínio de luxo     | -    | 12.500 | [ 30 ] [ 31 ]       |
| Espinho                    | Aveiro                     | Douro Litoral | 1972        | 1990 (Início da década)         | 2017                                                 | 3.ª  | 1.500  | [ 3 ] [ 32 ] [ 33 ] |
| Viana do Castelo           | Viana do Castelo           | Alto Minho    | 1949        | 2009                            | 2021 - No seu lugar surgiu a Praça Viana (multiusos) | 2.ª  | 4.900  | [ 3 ] [ 34 ]        |
| Póvoa de Varzim            | Póvoa de Varzim            | Douro Litoral | 1949        | 2019                            | 2022 - No seu lugar surgiu a Póvoa Arena (multiusos) | 3.ª  | 5.500  | [ 35 ]              |
| Albufeira                  | Albufeira                  | Algarve       | 1982        | 2019                            | Não demolida - No seu lugar prevê-se um Hotel        | 3.ª  | 4.500  | [ 8 ] [ 36 ]        |
| Marmeleira                 | Rio Maior                  | Ribatejo      | 1899        | 1922                            | Não demolida - Em ruínas                             | -    | -      | [ 3 ] [ 37 ]        |
| Azaruja                    | Évora                      | Alto Alentejo | 1860        | 2006                            | Não demolida                                         | 3.ª  | 1.500  | [ 38 ] [ 39 ]       |
| Vila Real de Santo António | Vila Real de Santo António | Algarve       | 1966        | -                               | -                                                    | -    | 4.500  | [ 40 ] [ 7 ]        |

## Redondéis
Os redondéis são recintos abertos ao público licenciados para garraiadas ou variedades taurinas. Existem os seguintes redondéis em Portugal:
- Praça de Alcafozes, Idanha-a-Nova
- Praça de Zebreira, Idanha-a-Nova
- Praça de São Marcos do Campo, Reguengos de Monsaraz
- Praça do Castelo de Monsaraz, Reguengos de Monsaraz
- Praça de Pardais, Vila Viçosa
- Praça de Rebolosa, Sabugal
- Praça de Vale de Espinho, Sabugal
- Praça de Quadrazais, Sabugal
- Praça de Santo António de Biscoitos, Praia da Vitória, Ilha Terceira, Açores
- Praça de Cunheira, Alter do Chão
- Praça de Esperança, Arronches
- Praça de Mosteiros, Arronches
- Praça de Vaiamonte, Monforte
- Praça de Amieira do Tejo, Nisa
- Praça de Alagoa, Portalegre
- Praça da Ribeira de Nisa, Portalegre
- Praça da Vargem, Portalegre
- Praça de Hortas, Portalegre
- Praça de Urra (S. Tiago), Portalegre